# Lars Olsen
Lars Christian Olsen (* 2. Februar 1961 in Glostrup) ist ein ehemaliger dänischer Fußballspieler und derzeitiger -trainer. Seit 2011 trainiert er die färöische Nationalmannschaft. 1992 führte er die dänische Nationalmannschaft als Mannschaftskapitän zum Europameistertitel an.

## Spielerkarriere
Seine Karriere als Spieler begann 1980 bei IF 32 Glostrup. Es folgte eine dreijährige Spielzeit beim Køge BK und 1985 ein Wechsel zum Brøndby IF, bei dem Olsen bis zur Saison 1991/92 spielte und mit dem er 1985, 1987, 1988, 1990 und 1991 die dänische Meisterschaft gewann. 1988 wurde er dafür zum Fußballer des Jahres in Dänemark gewählt.
Anschließend trat Olsen international in Erscheinung: beim türkischen Erstligisten Trabzonspor (1991/92), mit dem er den türkischen Pokalwettbewerb gewinnen konnte, beim belgischen Erstligisten RFC Seraing (1992–1994) und in der Schweizer Super League beim FC Basel (1994–1996). Seine Spielerkarriere beendete er beim Brøndby IF mit zwei Meistertiteln in der Saison 1995/96 und 1996/97.

### Nationalspieler
Lars Olsen debütierte am 9. April 1986 in der dänischen Nationalmannschaft, als er bei der 0:3-Niederlage in Sofia gegen Bulgarien das komplette Spiel bestreiten durfte. Lars Olsen kam in 84 Spielen für die Nationalmannschaft zum Einsatz und erzielte vier Tore. Er nahm an der EM 1992 teil, wo sein Team überraschenderweise den Titel holen konnte. Am 24. April 1996 kam Olsen zu seinem letzten Einsatz für die Nationalmannschaft, als er beim 2:0-Sieg in einem Testspiel in Kopenhagen gegen Schottland in der Anfangsformation stand und auch nicht ausgewechselt wurde.

## Trainerkarriere
1997 stieg Olsen ins Trainergeschäft ein. Für fünf Jahre war er bis 2002 Co-Trainer bei seinem alten Verein Brøndby IF, ehe er bei seiner ersten Station als Cheftrainer beim Zweitligisten Randers FC 2006 den dänischen Pokal holte. Diese Leistung wurde 2007 mit der Wahl zu Dänemarks Trainer des Jahres (Årets fodboldtræner) belohnt. Im gleichen Jahr wechselte er zum Odense BK, dessen Mannschaft er einmal zu einem vierten Platz (2007/08) und zweimal zur Vizemeisterschaft (2008/09 und 2009/10) verhalf. Trotzdem wurde er im September 2010 entlassen. Nach einjähriger Pause wurde er im September 2011 als Trainer der Nationalelf von den Färöern, die zuvor vom Iren Brian Kerr geleitet wurde, angestellt. Unter seiner Leitung wurde in der Qualifikation zur Europameisterschaft 2016 in Frankreich Griechenland in beiden Spielen besiegt. Am 28. Oktober 2019 wurde Lars Olsen neuer Cheftrainer von Esbjerg fB. Bereits am 9. Juni 2020 verkündete er seinen Rücktritt.

## Privates
Lars Olsen ist der Vater des Profifußballers Ricki Olsen, der aktuell für den FC Helsingør spielt.

## Titel

### Als Spieler
im Verein
- Dänische Meisterschaft: 1985, 1987, 1988, 1990, 1991, 1996, 1997
- Dänischer Pokalwettbewerb: 1989
- Türkischer Pokalwettbewerb: 1992

mit der Nationalmannschaft
- EM: 1992

### Als Trainer
- Dänischer Pokalwettbewerb: 2006